# ژاکوبین وینهوون
ژاکوبین وینهوون (انگلیسی: Jacobine Veenhoven؛ زادهٔ ۳۰ ژانویهٔ ۱۹۸۴) قایقران روئینگ اهل پادشاهی هلند است.